# Asparagus myriacanthus
Asparagus myriacanthus — вид рослин із родини холодкових (Asparagaceae).

## Біоморфологічна характеристика
Це дводомний напівкущ. Коріння товщиною ≈ 3 мм, досить тонке. Стебла злегка дифузні чи виткі, 1–2 метри, щільно смугасто-ребристі; гілки кутасті. Листова шпора шипаста, гостра. Кладодії у пучках по (3)6–14, 6–20 × 0.5–1 мм, гостро 3-кутні. Суцвіття розвиваються з кладодіями. Чоловічі квітки: у пучках по 2–4; квітконіжка 1.5–2.5 мм, суглобова над серединою; оцвітина жовтувато-зелена, дзвоноподібна, 1.5–2.5 мм. Ягода 5–6 мм у діаметрі, 2 чи 3-насінна. Період цвітіння: травень; період плодоношення: вересень.

## Середовище проживання
Поширений у Китаї (пд.-сх. Сізан, пн.-зх. Юньнань).
Населяє чагарники, відкриті схили, піщані береги; на висотах від 2100 до 3100 метрів.